# Kings League
A Kings League é uma liga de futebol 7 modificado criada em 2022 pelo ex-jogador de futebol Gerard Piqué. A liga, originalmente introduzida na Espanha, apresenta regras que diferem dos regulamentos tradicionais do futebol, como disputa de pênaltis shootout para desempate, substituições ilimitadas e a implementação de cartas secretas, que têm como objetivo adicionar elementos de dinamismo e entretenimento aos jogos.
Até 2025, a Kings League se expandiu com ligas na América Hispânica (Kings League Americas), Itália (Kings League Italy), Brasil (Kings League Brazil), França (Kings League France) e Alemanha (Kings League Germany), com planos de expansão para a região do Oriente Médio e Norte da África (Kings League MENA) e nos Estados Unidos (Kings League USA)

## Formato
A Kings League segue um formato estilo Apertura e Clausura, no qual cada temporada é dividida em duas partes: um split no final do ano e outro split no início do ano seguinte. Ambos os splits têm suas fases de classificação e playoffs (ou repescagem). Durante a fase da liga, as equipes jogam entre rodadas e se enfrentam pelo menos uma vez. Com base na classificação no final da fase da liga, os oito melhores times avançam para os playoffs. Cada jornada de partidas conta com uma série de jogos em sequência.
Os jogos da Kings League são compostos por quarenta minutos, divididos em dois tempos de 20 minutos, disputados consecutivamente no mesmo campo.
Cada equipe pode ter 12 jogadores no elenco, entre oficiais e os chamados wildcards, que são convidados para a equipe.

## Regras
As regras da Kings League foram criadas por meio de um processo de votação nas redes sociais. Os fãs tiveram a oportunidade de contribuir e votar nas regras.
Com significativas diferenças em relação ao futebol tradicional, as regras incluem disputas de pênaltis shootout no centro do campo, flexibilização em impedimentos, permissão de toques de mão em laterais, substituições ilimitadas, cartões amarelos resultando em uma exclusão de 2 minutos e cartões vermelhos resultando em uma exclusão de 5 minutos até que um substituto possa entrar.
O jogo começa com a chamada escalada, onde apenas dois jogadores iniciam em cada time, sendo um deles o goleiro. A cada minuto, mais um jogador de cada time pode entrar em campo, até que os times fiquem completos. A partida começa com a bola caindo no centro do campo e jogadores correndo até ela a partir da linha de fundo.
Os jogos são divididos em dois tempos de 20 minutos, e são incluídas "cartas secretas" especiais que cada equipe pode usar uma vez por jogo. Estas cartas secretas são sorteadas pelos técnicos antes da partida e incluem o seguinte:
- Pênalti – Um pênalti automático.
- Shoot-out – Cenário de pênalti em que o jogador começa no meio do campo e tem uma disputa individual com o goleiro adversário. O jogador deve chutar a bola em até cinco segundos, mas pode fazer quantos passes julgar necessários nesse período. Além do uso como carta secreta, shootouts também podem servir para desempate ao fim de cada jogo.
- Gol Duplo — O time que joga a carta tem seus gols contabilizados em dobro pelos próximos quatro minutos, exceto pelos pênaltis do presidente.
- Suspensão – A equipe que joga a carta pode retirar um jogador adversário do campo por 4 minutos.
- Jogador Estrela – O time que joga o cartão pode designar um jogador como seu Jogador Estrela, representado por uma braçadeira semelhante à de um capitão — todos os gols deste jogador até o minuto 39 contam em dobro.
- Coringa – A equipe pode ativar uma das outras cartas ou, alternativamente, cancelar ou roubar a carta da equipe adversária.

Aos 18 minutos de jogo do primeiro tempo, um dado gigante é lançado em campo reduzindo o número de jogadores em campo até o intervalo, transformando temporariamente a partida em um jogo de um contra um, dois contra dois ou três contra três.
Toda partida da Kings League deve ter um vencedor. Se o jogo está empatado aos 38 minutos da partida, é adotado um esquema de gol de ouro: se qualquer um dos times marcar naquele período, a partida termina imediatamente. Se um dos times está na frente aos 38 minutos, os gols valem o dobro até o fim da partida. Em ambos os casos, se a partida ainda estiver empatada ao fim do jogo, disputas de pênaltis shootout são cobradas de ambos os lados.

## Transmissão
As partidas da Kings League são transmitidas gratuitamente por meio dos canais oficiais da liga na Twitch, YouTube e TikTok, bem como nos canais dos presidentes das equipes. No Brasil, a liga também é transmitida pela CazéTV.

## Competições internacionais

### Kings World Cup Clubs
A Kings World Cup Clubs (Copa do Mundo de Clubes da Kings) é um torneio internacional de Kings League, reunindo 32 equipes de diferentes ligas e países. A primeira edição ocorreu no México entre 26 de maio e 8 de junho de 2024, com Porcinos FC conquistando o título ao vencer o time brasileiro G3X FC por 5 a 3 na final realizada no Estádio BBVA Bancomer, em Monterrei. O torneio contou com a participação de clubes da Kings League Spain, Kings League Americas e equipes convidadas de outras regiões.
Em 2025, o torneio foi renomeado para Kings World Cup Clubs para diferenciá-lo da recém-criada Kings World Cup Nations. A edição de 2025 está sendo sediada na França, com a participação de equipes das ligas da Espanha, Américas, Itália e outras, além de times convidados. O número de 32 equipes foi mantido desde a última edição.

### Kings World Cup Nations
A Kings World Cup Nations (Copa do Mundo de Nações da Kings) é um torneio internacional da Kings League. Diferente da Kings World Cup Clubs, que é uma competição entre clubes, este torneio apresenta jogadores das diferentes versões da Kings League formando seleções para representar seus respectivos países, semelhante à Copa do Mundo FIFA.
A primeira edição foi realizada na Itália, de 1º a 12 de janeiro de 2025, com partidas em Milão e a final no Allianz Stadium, em Turim. O Brasil sagrou-se campeão ao derrotar a Colômbia por 6 a 2 na final, destacando-se o jogador Kelvin Oliveira, que marcou cinco gols na partida decisiva e foi eleito o melhor jogador do torneio.

## Ligas internacionais

### Kings League Spain
A primeira liga estabelecida foi a espanhola. Fundada em 10 de novembro de 2022 por Gerard Piqué, a Kings League (futuramente viria a se chamar Kings League Spain) realizou sua primeira edição em 2023 com doze equipes. Dividida em um Split de Inverno e um Split de Verão, cada segmento possui fase de grupos de 11 rodadas em pontos corridos e playoffs para as oito melhores equipes. Há também draft e mercado de transferências com orçamento virtual de 100 milhões de euros, sem envolvimento de dinheiro real. As partidas, transmitidas gratuitamente por Twitch, YouTube e TikTok, chegaram a alcançar mais de 1,3 milhão de espectadores em certos confrontos.

### Kings League Americas
Anunciada em 14 de julho de 2023, a Kings League Americas estreou em 2024 na Cidade do México com doze equipes presididas por ex-jogadores e streamers hispano-americanos, sem conexão financeira entre si. As transmissões acontecem por Twitch, YouTube e outras plataformas, seguindo o mesmo formato de regras já utilizados na versão espanhola.

### Kings League Brazil
O jogador aposentado do Barcelona, Milan e Paris Saint-Germain, Ronaldinho Gaúcho, vencedor da Bola de Ouro de 2005 e da Copa do Mundo de 2002 com o Brasil, foi destaque como 12º jogador dos Porcinos na Semana 8 da Divisão de Inverno da Temporada 1. Em 26 de fevereiro, pouco antes de sua aparição, Gerard Piqué o anunciou como presidente de uma das equipes da próxima versão brasileira da liga. Embora o papel de presidente de Ronaldinho nunca tenha se materializado, a Kings League Brasil seria lançada em março de 2025 com 10 equipes e o jogador aposentado do São Paulo, Milan e Real Madrid, Kaká, outro vencedor da Copa do Mundo de 2002 e vencedor da Bola de Ouro de 2007, como presidente da liga.
As equipes da Kings League Brasil incluem seus dois clubes WildCards da Kings World Cup 2024
- G3X FC: copresidido por Gaules e o jogador do G3X e Porcinos FC e vencedor da Kings World Cup Nations 2025 e MVP Kelvin Olivera.

- FURIA FC: com o streamer Cris Guedes e o internacional brasileiro Neymar como copresidentes.

## Times

### Kings League Spain
| Times             | Treinandores    | Presidente(s)                                 |
| ----------------- | --------------- | --------------------------------------------- |
| 1K FC             | José Morales    | Iker Casillas                                 |
| El Barrio         | Marc Fernandez  | Adri Contreras                                |
| Jijantes FC       | Pau Moral       | Gerard Romero                                 |
| La Capital CF     | Arnau Jariod    | Lamine Yamal and Lautaro del Campo (La Cobra) |
| Los Troncos FC    | Èric Bartra     | Jaume Cremades (Perxitaa)                     |
| PIO FC            | Pol Coma        | Samantha Rivera (rivers)                      |
| Porcinos FC       | Nacho Castro    | Ibai Llanos                                   |
| Rayo de Barcelona | Efrén Guillén   | Martí Miràs (Spursito)                        |
| Saiyans FC        | Daniel Romo     | David Cánovas (TheGrefg)                      |
| Ultimate Móstoles | Álex Martínez   | Mario Alonso (DjMaRiiO)                       |
| xBuyer Team       | Víctor González | Javier (xBuyer) and Eric Ruiz (MiniBuyer)     |

### Kings League Americas
| Times                 | Treinadores       | Presidente(s)                                                                         |
| --------------------- | ----------------- | ------------------------------------------------------------------------------------- |
| Aniquiladores FCB     | Sergio Verdirame  | Juan Guarnizo                                                                         |
| Atlético Parceros     | Manuel Lanzarote  | James Rodríguez and Angerson García (Pelicanger)                                      |
| Club de Cuervos       | Jacques Passy     | Natalia García (NataliaMX) and Iván Navarrete (Pipepunk)                              |
| Galácticos del Caribe | Lucas Ayala       | Angelo "Will" Valdés and Vincent Pérez (Los Futbolitos) and Santiago Matías (Alofoke) |
| Kunisports            | Martín Posse      | Sergio Agüero                                                                         |
| Los Chamos FC         | Jos Gartland      | Donato Muñoz (TheDonato), Flavio Broianigo (YOLO) and Steven Santos (RDjavi)          |
| Olimpo United         | Alejandro Castro  | Javier Hernández (Chicharito)                                                         |
| Peluche Caligari      | Enrique Esqueda   | Álex (Escorpión Dorado) and Gabriel Montiel (Werevertumorro)                          |
| Persas FC             | Víctor Chaires    | Andy Merino (ElZeein) and Nicola Porcella                                             |
| Raniza FC             | Ángel Reyna       | Diego Balsa (BarcaGamer) and Alana Flores (AlanaLaRana)                               |
| West Santos FC        | Fernando Espinosa | Luis Villa (Westcol) and Austin Santos (Arcángel)                                     |

### Kings League Italy
| Times        | Presidente(s)                                                  |
| ------------ | -------------------------------------------------------------- |
| Alpak FC     | Alessandro Pagliari (Frenezy)                                  |
| Boomers      | Federico Lucia (Fedez)                                         |
| Circus FC    | Simone Buratti (GrenBaud)                                      |
| FC Caesar    | Damiano Coccia (Er Faina) and Andrea Pirrera (En3rix)          |
| FC Zeta      | Antonio Pellegrino (ZWJackson) and Luca Toni                   |
| Gear7 FC     | Emanuele Nocera (Manuuxo)                                      |
| Punchers FC  | Pier Francesco Gentili (Pierino) and Gabriel Gentili (Gnabrii) |
| StallionsA   | Gianmarco Tocco (Blur)                                         |
| TRM FC       | Francesco Marzano (TheRealMarzaa)                              |
| Underdogs FC | Mirko Cisco                                                    |
| Zebras FC    | Luca Campolunghi                                               |

### Kings League Brazil
| Times             | Presidente(s)                                                                        |
| ----------------- | ------------------------------------------------------------------------------------ |
| G3X FCA           | Alexandre Borba Chiqueta (Gaules) and Kelvin Oliveira                                |
| Furia FCA         | Neymar and Cris Guedes                                                               |
| Loud SC           | Victor Augusto Costa Camilo (Coringa)                                                |
| Fluxo FC          | Lucio dos Santos Lima (Cerol) and Bruno Goes dos Santos (Nobru)                      |
| Nyvelados FC      | Nyvi Estephan                                                                        |
| Desimpedidos GOTI | Tiago Toguro and Yuri Brida (Yuri 22)                                                |
| FC Real Elite     | Allan Rodrigues (O Estagiário) and Ludmilla Oliveira da Silva (Ludmilla)             |
| Capim FC          | Luan Kovarik (Jon Vlogs) and Iran de Santana Alves (Luva de Pedreiro)                |
| Dendele FC        | Aliffe Henrique de Carvalho (Paulinho o Loko) and Lucas Gagliasso (Luqueta)          |
| Funkbol Clube     | Hariel Denaro Ribeiro (MC Hariel), Michel Elias, and Konrad Cunha Dantas (KondZilla) |

### Kings League France
| Times            | Presidente(s)                                                                           |
| ---------------- | --------------------------------------------------------------------------------------- |
| Foot2RueA        | Mohamed Amine Mahmoud (AmineMaTue), Samir Nasri, and Jérémy Ménez                       |
| 360 Nation       | Aurélien Tchouaméni, Jules Koundé, and Mike Maignan                                     |
| Wolf Pack FC     | Adil Rami                                                                               |
| Unit3d           | Lucas Adrien Hauchard (Squeezie), Sidjil Mahiddine Ben Gana (Djilsi), and Maxime Biaggi |
| Karasu           | Kamel Kebir (Kameto) and Hamza Kerdali (Hamza)                                          |
| Generation Seven | Miguel Mattioli (Michou) and Eduardo Camavinga                                          |
| PANAM All-Starz  | Pauleta (Pfut)                                                                          |
| FC Silmi         | Pierre-Alexis Bizot (Domingo)                                                           |

### Kings League Germany
| Times                       | Presidente(s)                                                                                 |
| --------------------------- | --------------------------------------------------------------------------------------------- |
| ERA Colonia                 | Maik Taschenbier (Zarbex) and Felix Nier (Filow)                                              |
| Youniors FCA                | Younes Zarou, Hugo Goedert (LetsHugo), and Adam Wolke (SkylineTV)                             |
| Kaktus Kickers              | Maximilian Stemmler (Trymacs)                                                                 |
| Vice Versa FC               | Mario Götze and Ebru Önal (Ebru)                                                              |
| No Rules FC                 | Hasan and Nick Salihamidžić (Die Brazzos), Jordan Almani and Semih Jackson (Jordan und Semih) |
| Tiki Tacker Fußball Freunde | Kevin Teller (Papaplatte), BastiGHG and Jann-Fiete Arp                                        |
| G2 Football Club            | Dominik Reezman (Reeze) and Wieland Welte (Rumathra)                                          |
| Futbolistas Locos FC        | Kenan Yıldız, Jakub Dogan (Kuba) and Domenic Strobel (Chefstrobel)                            |

### Kings League MENA
| Times          | Presidente(s)                                      |
| -------------- | -------------------------------------------------- |
| SXB FCA        | Ahmed Alqahtani (SHoNgxBoNg) and Yasser Al-Qahtani |
| Ultra ChmichaA | Ilyas El Maliki                                    |
| Team Falcons   | Mufreh Asiri (Drb7h)                               |
| TBA            | Saleh Tarboun (Tarboun)                            |
| TBA            | Hani Al Qoublan (Absi)                             |
| TBA            | Maher Sultaneh (Maherco)                           |
| TBA            | Fawaz Hamad Al Shammari (Fwaz)                     |

### Kings League USA
| Times            | Presidente(s)             |
| ---------------- | ------------------------- |
| Los Aliens 1021C | Edwin Castro (Castro)     |
| Miami 7A         | Jake Paul and Adin Ross   |
| Jynxzi FCA       | Nicholas Stewart (Jynxzi) |

### Kings League Japan
| Team           | Chairperson(s) |
| -------------- | -------------- |
| Murash FCA     | Junichi Kato   |
| More teams TBD |                |

### WildCards
As seguintes equipes participaram da Kings World Cup Clubs por meio de vagas Wildcard.
| Times        | Presidente(s)                                  |
| ------------ | ---------------------------------------------- |
| Deptostra FC | Céline Dept and Eden Hazard                    |
| FIVE FC      | Rio Ferdinand and Jeremy Lynch                 |
| Murash FC    | Junichi Kato                                   |
| Limon FC     | Tuğkan Gönültaş (Elraenn)                      |
| UA Steel     | Mykhailo Lebiha (Leb1ga) and Andriy Shevchenko |
| Medallo City | Juan Luis Londoño (Maluma)                     |
| Zaytouna FC  | Gandhi Alimasi Djuna (Gims)                    |

A Anteriormente apareceu no Kings World Cup Clubs antes de entrar em suas respectivas ligas

### Times Extintos
| Time           | Presidente(s)                                    | Liga                  | Anos Ativos |
| -------------- | ------------------------------------------------ | --------------------- | ----------- |
| Real Titán     | Germán Garmendia (HolaSoyGerman) and Conterstine | Kings League Americas | 2024-2025   |
| Muchachos FC   | Jero Freixas                                     | Kings League Americas | 2024-2025   |
| Black Lotus FC | Samuel Afriyie (OFFSamuel) and Sérgio Cruz       | Kings League Italy    | 2025        |

Aanteriormente no Kings World Cup Clubs antes de entrar em suas respectivas ligas.
B Estreou na Kings League da Espanha e depois foi transferido.
C Estreou na Kings League Americas e depois foi transferido.

## Crítica

### Formato
Um dos aspectos mais controversos da liga é o uso de regras secretas de cartas, que permitem que os times recebam bônus como pênaltis, multiplicadores de gols e vantagens antes do início da partida. A comunidade decidiu a maioria das regras por meio de pesquisas nas redes sociais.
O presidente da La Liga, Javier Tebas, criticou a Kings League, chamando-a de "circo". O criador Gerard Piqué não rebateu, mas defendeu a liga, dizendo que, para atrair um público mais jovem, o futebol deve criar conteúdos mais curtos e divertidos.